# Filles de Saint François de Sales
Ne doit pas être confondu avec Oblates de Saint François de Sales ou Sœurs de Saint François de Sales.
Les Filles de Saint François de Sales (en latin : Congregatio Filiarum Sancti Francisci Salesii) forment une congrégation religieuse féminine enseignante et hospitalière de droit pontifical.

## Histoire
Le 24 mai 1869, le Père Cavina fonde à Lugo (Italie) une école pour filles et en confie la direction aux Sœurs de la charité de Sainte-Jeanne-Antide-Thouret. Une école pour garçons voit le jour un peu plus tard. Mais à la suite de malentendus, la supérieure générale des sœurs de la charité retire les religieuses de l'œuvre.
Pour continuer à gérer les écoles, Don Cavina fonde sa propre congrégation le 23 août 1872. Les constitutions, inspirées des écrits de saint François de Sales, sont approuvées par l'évêque d'Imola le 28 juillet 1890. L'institut obtient le décret de louange le 31 janvier 1931 et l'approbation définitive du Saint-Siège le 17 mai 1939.

## Fusion
- 1999 : La congrégation des oblates de Saint François de Sales fondée en 1816 à Città di Castello par Mgr Mondelli (it), évêque de Città di Castello, pour s'occuper de l'enseignement, fusionnent avec les filles de Saint François de de Sales[4].

## Activité et diffusion
Les filles de Saint François de Sales se consacrent à l'enseignement et aux soins des malades.
Elles sont présentes en:
- Europe : Italie, Angleterre, Allemagne.
- Amérique : Brésil.
- Afrique : Afrique du Sud, Kenya, Ouganda, Tanzanie.
- Asie : Inde, Indonésie, Philippines.

La maison-mère est à Rome.
En 2017, la congrégation comptait 350 sœurs dans 52 maisons.